# NGC 5258
NGC 5258 é uma galáxia espiral barrada (SBb) localizada na direcção da constelação de Virgo. Possui uma declinação de +00° 49' 54" e uma ascensão recta de 13 horas, 39 minutos e 57,8 segundos.
A galáxia NGC 5258 foi descoberta em 13 de Maio de 1793 por William Herschel.